# 上高森遺跡
上高森遺跡（かみたかもりいせき）は、宮城県栗原市（旧・栗原郡築館町）にある、かつて前期旧石器時代（50-60万年前で日本最古）のものとされていた遺跡。
1999年（平成11年）11月に東北旧石器文化研究所などが石器の出土を発表したが、翌2000年（平成12年）11月に捏造であることが発覚（旧石器捏造事件）し、埋蔵文化財包蔵地としての登録が抹消された。

## 概要
1992年（平成4年）8月に東北旧石器文化研究所の藤村新一と鎌田俊昭によって発見された。1993年（平成5年）11月19日-2000年（平成12年）10月31日、同研究所によって6次にわたる発掘調査が行われ、延べで750平方メートルから石器261点が出土した。この遺跡からの約60万年前の土層からの石器の発見は、前期旧石器存否論争に決着をつけ、日本最古の遺跡として高等学校日本史教科書に記述されるまでになった。
ところが、2000年（平成12年）11月5日の『毎日新聞朝刊で北海道の総進不動坂遺跡とともに捏造の疑いをスクープされた。さらに、高森遺跡検証発掘調査団（団長:佐川正敏東北学院大学教授）の2001年（平成13年）11月12日終了報告によると、石器はまったく発見されず、むしろ陥穴が1基発見されたことで縄文時代の遺跡であることがわかった。その後、藤村新一により「発掘が進んでいるところに事前に石器を埋めて後から発見する」という捏造であったと判明した。
縄文時代の遺構（陥穴）が見つかりはしたものの、2001年（平成13年）に周知の埋蔵文化財包蔵地としての登録を抹消された。
2020年（令和2年）の時点で、遺跡とされていた場所は大規模メガソーラー施設に転用されている。一方、遺跡が認定されていた当時に地元業者が売り出した「原人パン」はその時点でも販売を継続している。

## 研究史
- 1992年8月 牧草地にするため掘削された丘陵で、藤村新一らが石器を見つける[3]
- 1993年11月 発掘が始まり、40万年前の石器を発見[3]
- 1994年11月 50数万年前の日本最古の石器を発掘。石器6点が埋められた埋納遺構も発見
- 1995年10月 60万年前の石器15点が敷き詰められた埋納遺構を発掘[3]
- 1998年11月 60万年以上前の石器を発掘。日本最古の更新[3]
- 1999年11月 70万年以上前の石器を発掘。国内最古を三たび更新[2]
- 2000年10月 60万年前の土層から柱穴などの国内最古の建物遺構や埋納遺構を発見[3]
- 2000年11月 新聞で捏造が報じられ、藤村が認める[3][11][15]